# Eunica alpais
Espèce
 Eunica alpais est une espèce de lépidoptères (papillons) de la famille des Nymphalidae et de la sous-famille des Biblidinae, tribu des Epicaliini, du genre Eunica .

## Dénomination
Eunica alpais a été décrite par le naturaliste français Jean-Baptiste Godart en 1824, sous le nom initial de Nymphalis alpais.

### Synonymie
- Nymphalis alpais Godart, 1824 - protonyme

### Taxinomie
Il existe 3 sous-espèces 
- Eunica alpais alpais (Godart, 1824)

Synonymie pour cette sous-espèce 
Cybdelis cinara (Hewitson, 1852)
Eunica aspasia (C. & R. Felder, 1861)
Eunica cinara oreandra (Fruhstorfer, 1909)
Eunica cinara var. vega (Hall, 1919)
Evonyme persephone proserpina (Röber, 1923)
Eunica excelsa f. excelsissima (Zikán, 1937)
- Eunica alpais araucana (C. & R. Felder, 1862)
- Eunica alpais excelsa (Godman & Salvin, 1877) [4]

### Nom vernaculaire
Eunica alpais se nomme Shining Purplewing en anglais.

## Description
Eunica alpais est un papillon au bord externe des ailes antérieures concaves et au bord externe des ailes antérieures dentelé. Le dessus est marron avec de larges plages bleu métallisé ou vert métallisé.
Le revers est gris orné de marques et aux ailes postérieures de deux très gros ocelles noirs pupillés de bleu clair violacé.

## Écologie et distribution
Eunica alpais est présent principalement en Amérique du Sud : au Mexique, à Panama, au Costa Rica, en Bolivie, au Brésil dans le bassin de l'Amazone, en Colombie, en Équateur, au Guatemala, au Panama, au Pérou, au Venezuela, au Surinam et en Guyane,.

### Protection
Pas de statut de protection particulier.